# Veterantog Vest
Veterantog Vest har hjemme i  Bramming, og er Dansk Jernbane-Klubs center for vinrøde motor- og stålvogne.
Materiellet der anvendes er fortrinsvis DSB sidebanemateriel fra perioden ca. 1950-1965, og målet er med tiden at kunne præsentere et DSB sidebanetog oprangeret af MO og CLS samt et antal mellemvogne, som det så ud i midt i 1960'erne.
Lige nu benyttelse der en MT fra DSB, med stålvogne CLE 1672, Buh 704 (AU 253), Bhl 401 (CLL 1472) og CLL 1476.
Veterantog Vest er godkendt som veterantogsoperatør af Trafikstyrelsen, og er medlem af Danske Veterantogsoperatørers Fællesrepræsentation (DVF)